# Liste des sites et monuments classés de la wilaya de Tiaret
Cet article présente une liste des sites et monuments classés de la wilaya de Tiaret, en Algérie.

## Liste
| Id     | Identification du bien                                                                 | Datation        | Commune    | Coordonnées                      | Catégorie du classement                     | Mesures et date de protection | Date de publication au Journal Officiel | Illustration    |                       |
| ------ | -------------------------------------------------------------------------------------- | --------------- | ---------- | -------------------------------- | ------------------------------------------- | --- | --------------------------------------- | --------------- | --------------------- |
| 14-001 | Djeddar Mon.Fun./Ant. (Medroussa -Louhou)                                              | Antique         | Frenda     | 35° 06′ 47″ nord, 1° 12′ 45″ est | Classé                                      | Classé parmi les sites et monuments historiques en date du 23/06/1913, Conformément à l'article 62 de l'ordonnance N° 67-281 du 20/12/1967 | N° 07 du 23/01/1968                     |                 | Télécharger une image |
| 14-002 | Dolmens                                                                                | Protohistorique | Sidi Hosni | à géolocaliser                   | Classé                                      | Classé parmi les sites et monuments historiques en (L.1900), Conformément à l'article 62 de l'ordonnance N° 67-281 du 20/12/1967 | N° 07 du 23/01/1968                     | Image manquante | Télécharger une image |
| 14-003 | Haras national Chaouchaoua                                                             | Contemporaine   | Tiaret     | à géolocaliser                   | Classé                                      | Classé parmi les sites et monuments historiques par arrêté du 03/11/1999, après avis favorable de la commission nationale des monuments historiques émis lors de ses réunions du 18/04/1987, du 7/03/1988, du 17/06/1990, du 30/12/1991, du 19/01/1995, du 05/03/1996, du 13/05/1997, du 24/12/1997, du 24/12/1997, et du 26/07/1998. | N° 87 du 08/12/1999                     | Image manquante | Télécharger une image |
| 14-004 | Site de Tahert, Tagdemt                                                                | Médiévale       | Tagdemt    | à géolocaliser                   | Classé                                      | Classé parmi les sites historiques par arrêté du 20/11/1978, après avis favorable de la commission nationale des monuments et sites historiques tenu le 07/04/1976. | N° 52 du 26/12/1978                     |                 | Télécharger une image |
| 14-005 | Station de Columnata 01                                                                | Préhistorique   | Sidi Hosni | à géolocaliser                   | Classé                                      | Classé parmi les sites et monuments historiques en date du 17/12/1951, Conformément à l'article 62 de l'ordonnance N° 67-281 du 20/12/1967 | N° 07 du 23/01/1968                     | Image manquante | Télécharger une image |
| 14-006 | Station de Columnata 02                                                                | Préhistorique   | Sidi Hosni | à géolocaliser                   | Classé                                      | Classé parmi les sites et monuments historiques en date du 18/11/1952, Conformément à l'article 62 de l'ordonnance N° 67-281 du 20/12/1967 | N° 07 du 23/01/1968                     | Image manquante | Télécharger une image |
| 14-007 | Ancienne mosquée de Tiaret                                                             | Contemporaine   | Tiaret     | à géolocaliser                   | Inscription sur l'inventaire supplémentaire | Inscrit sur l'inventaire supplémentaire Arrêté signé par le wali N° 181 du 31/01/2016 | Arrêté non pub au journal officiel      |                 | Télécharger une image |
| 14-008 | Site archéologique Kéf Boubekeur                                                       | Préhistorique   | Dahmouni   | à géolocaliser                   | Inscription sur l'inventaire supplémentaire | Inscrit sur l'inventaire supplémentaire Arrêté signé par le wali N° 182 du 31/01/2016 | Arrêté non pub au journal officiel      | Image manquante | Télécharger une image |
| 14-009 | Bled Touta Lakania et grottes se rapportant à la tradition de l'historien Ibn Khaldoun | Aucune datation | Frenda     | à géolocaliser                   | Sites naturels                              | Classé parmi les sites et monuments naturels en date du 04/03/1949, Conformément à l'article 62 de l'ordonnance N° 67-281 du 20/12/1967 | N° 07 du 23/01/1968                     |                 | Télécharger une image |